# Кабрерос-дель-Монте
Кабрерос-дель-Монте (ісп. Cabreros del Monte) — муніципалітет в Іспанії, у складі автономної спільноти Кастилія-і-Леон, у провінції Вальядолід. Населення — 77 осіб (2010).
Муніципалітет розташований на відстані близько 210 км на північний захід від Мадрида, 49 км на північний захід від Вальядоліда.

## Демографія
Динаміка населення (INE ):